# Historiae (Tacitus)

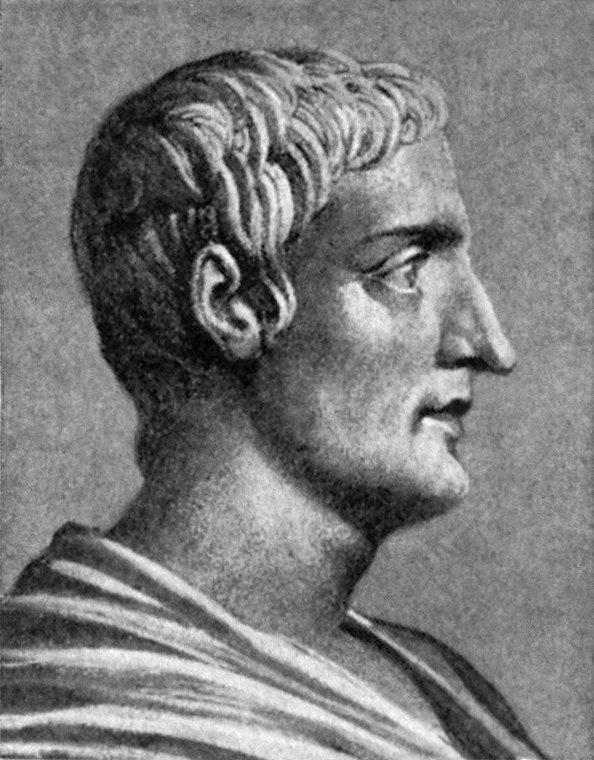
Publius Cornelius Tacitus

De Historiae (lat. "Geschiedenissen") zijn (samen met de Annales) het belangrijkste werk van Publius Cornelius Tacitus. In dit boek wordt de geschiedenis van het beruchte vierkeizerjaar beschreven, beginnend bij het tweede consulaat van Galba en eindigend, aldus de inleiding, met de moord op Domitianus en de troonsbestijging van Nerva. Het werk is echter maar deels bewaard, de eerste vier boeken en een klein gedeelte van het vijfde, en breekt abrupt af op het moment dat Julius Civilis zich overgeeft. Tacitus biedt een tamelijk compleet overzicht over de gebeurtenissen tijdens het vierkeizerjaar en de Bataafse opstand en is daarom een van de belangrijkste bronnen voor de gebeurtenissen uit deze tijd.

## Het werk in zijn tijd
De Historiae volgen (chronologisch) min of meer op de Annales. Het is gesuggereerd dat deze twee werken oorspronkelijk een eenheid vormden, maar dit wordt weersproken door de inleiding die Tacitus zelf geeft.
Aan de hand van feiten die Tacitus noemt in de inleiding - hij spreekt over de vergoddelijkte Nerva, waaruit men kan opmaken dat die reeds is overleden en zijn opvolger - kan het werk worden geplaatst in het begin van de regering van Trajanus. Net als in De vita et moribus Iulii Agricolae steekt Tacitus ook in de inleiding tot dit werk zijn waardering voor Trajanus en Nerva niet onder stoelen of banken en verzucht:
[..] rara temporum felicitate ubi sentire quae velis et quae sentias dicere licet. [..] wat een zeldzaam gelukkige tijd waarin je mag vinden wat je wilt en mag zeggen wat je vindt.— Historiae I, 1
Ondanks het feit dat Tacitus zijn voorspoed en carrière dankt aan de Flavische dynastie, een feit dat hij eerlijk in de inleiding vermeldt, spaart hij deze niet. Niet alleen van de vitellianen en othonianen vermeldt hij de wandaden, ook de flavianen, zoals Sabinus, Mucianus en, met name, Domitianus, worden niet gespaard. Vooral de laatste, die tijdens de beschreven gebeurtenissen nog slechts een jongeling is, komt tamelijk negatief naar voren en wordt aan het eind van het (bekende) werk als een verwend keizerszoontje (Vespasianus is dan al tot keizer uitgeroepen) afgeschilderd.

## Het werk
Tacitus begint met een korte inleiding, waarin hij, zoals gebruikelijk in die tijd, een beknopt overzicht geeft van zijn voornemen en zijn motivatie. Hij klaagt erover dat ofwel vleizucht ofwel haat jegens deze of gene de waarheid over die tijd ernstig geweld aandeden. "Die tijd" laat Tacitus beginnen bij het consulschap van Titus Vinius en, belangrijker, het tweede consulschap van Servius Sulpicius Galba en hoopt, als hij daar de leeftijd voor heeft, toe te komen aan de regering van Nerva en Traianus. Dit geeft ons een indruk over wat er ontbreekt: het relaas van de Flavische dynastie, de afloop van de Joodse Oorlog, een onderwerp dat hij aansnijdt, maar kennelijk in het ontbrekende deel nader ingevuld wordt.

## Boek I
Na de bovengenoemde inleiding geeft Tacitus een veelzeggend overzicht van de situatie in het Rijk. Nero is dood, de opstand van Vindex is neergeslagen en Galba heeft de macht overgenomen. Niet iedereen en met name niet alle legioenen hebben zich daarbij neergelegd. De nieuwe machthebber heeft de reputatie een oude vrek te zijn, maar hij is vooral berucht om het bloedbad op de Milvische Brug, waarbij duizenden ongewapende soldaten van het inderhaast door Nero opgetrommelde legioen werden afgeslacht. De stad was vol soldaten, waarvan velen zich de gulle hand van Nero herinnerden. Een coup onder leiding van Nymphidius Sabinus werd maar net verijdeld en aan het hof wordt volop gekonkeld over de opvolging van Galba.
Ook in de provincie rommelt het, met name bij de troepen in Germania Superior en Inferior, die bang zijn de verkeerde kant te hebben gesteund. Bovendien kampen beide provincies met slechte leidinggevenden. In Boven-Germanië heeft de commandant, Hordeonius Flaccus, geen enkel gezag bij zijn troepen. In Beneden-Germanië is de moord op Fonteius Capito reden tot verontwaardiging. Vespasianus bestrijdt, samen met zijn zoon Titus, de Joodse opstandelingen in het oosten. Hij heeft Titus naar Rome gestuurd om Galba eer te bewijzen.

## Nederlandse vertalingen
- Tacitus, In moerassen en donkere wouden. De Romeinen in Germanië (selectie), vert. Vincent Hunink, 2015.

- Tacitus, Historiën, vert. Vincent Hunink, 2010. ISBN 9789025367954
- Tacitus, Historiën, vert. J.W. Meijer, 1995. ISBN 9789025455828 (eerste druk 1958)